# Megaleledone senoi
Megaleledone senoi är en bläckfiskart som beskrevs av Iwao Taki 1961. Megaleledone senoi ingår i släktet Megaleledone och familjen Octopodidae. Inga underarter finns listade i Catalogue of Life.